# バイリンガルニュース
『バイリンガルニュース』（英: Bilingual News）は、2013年5月からiTunes Storeで無料配信されている英会話のポッドキャストコンテンツである。
毎週木曜更新。

## 概要
英語担当のMichaelと日本語担当のMamiが独自のセンスで選んだニュースを英語と日本語で紹介した後、バイリンガル会話形式（英語と日本語を交互に話すスタイルについて、2人が名付けた造語）で意見を交わすというユニークな形をとっている。
扱う分野は幅広く、日本のメディアでは報道されにくい事象も積極的に取り上げている。
カテゴリは「言語コース」であるが、終始独特なゆるい雰囲気が漂い、一般的な語学番組とは一線を画す。時に際どいテーマにも触れるせいか、RIAAのParental Advisory Labelを付けている。
「発言に制約を設けたくない」との理由からスポンサーは付けない主義を貫いており、運営費は出演者が負担している。
爆笑問題の太田光が2013年7月2日深夜（7月3日 1:00 - 3:00）放送の『火曜JUNK 爆笑問題カーボーイ』で当番組について語ったのを機に、一躍人気コンテンツに躍り出た。程なくPodcastの総合ランキングで1位を獲得し、その後も長期にわたって上位をキープしている。

### 出演者
- Michael（マイケル、1987年[注 2] - ）身長181cm。
  - アメリカ人の父親と日本人の母親を持つハーフ。東京生まれ、日本育ち、日本国籍。上智大学卒業[注 3]。O型。既婚。
  - 妹が1人、弟が1人いる。
  - 日本語が必須でないインターナショナル・スクールに通っていたこともあり[2]、日本語は理解しているが流暢に話せない。また、日本の芸能情報にはかなり疎い。
  - 本業はIT関連。自身の会社を経営している。独学で得た情報技術の知識を活かし、コンテンツ配信の環境整備、アプリ開発などは彼が担っている。
  - バイリンガルニュースを始める前から日本語力アップの目的で『爆笑問題カーボーイ』のPodcastを聴いており、彼らのアプローチに感銘を受けていた[3][4]。

- Mami（まみ、1986年10月22日[2] - ）身長155cm。
  - 日本人。 帰国子女ではなく、東京生まれ、東京育ちのバイリンガル（留学経験もない）。上智大学卒業[5]。O型。既婚[6]。
  - 5歳下の弟がいる[2]。
  - 母親は留学経験があり英会話に堪能だが、母親から英語を習ったことはなく、会話も常に日本語[7]。
  - カリフォルニアやハワイなど海外在住の親族も多く、祖父母は年の半分をハワイで過ごすような生活を送っていた[8]。
  - 以前はコミュニケーション・コンサルタントとして外資系(本社ドイツ・ミュンヘン)PR会社に勤務していた（現在はフリーランス）。
  - 海外経験が豊富。仕事やプライベートで多彩な国々を訪れている。
  - 2015年1月8日配信のエピソード内で婚約したことを報告し[9]、同年秋にハワイで挙式。
  - 2018年8月30日配信のエピソード内で「子どもを生んできた」と報告。
  - 2022年よりイギリス ロンドン在住。

※2人ともいわゆる一般人であり、苗字や鮮明な顔写真は公開していない。
MichaelとMamiの関係
恋人ではなく、友人同士。出身大学は同じであるが、知り合ったのは卒業後。「変なこと」を真面目に議論できる人であったため親しくなった。

### 特徴
ニュースの選び方
それぞれが英語のニュース系サイトなどから面白いと思った記事を複数個選び出し、更にそこから3つずつ選定する。
原則、先にMamiが日本語で読み上げるニュースはMamiが、Michaelの英語から始まるニュースはMichaelがピックアップしたものである。
収録方法
Mamiがイギリスに移住したため、現在はリモートで収録している。スタッフはおらず、収録前の作業（マイクのセッティングなど）も含め、完全に2人で行う。
台本なしの一発本番。録り直し、編集はしない。自然なリアクションにするため、打ち合わせも最小限にとどめている。
BGMや効果音は一切使用していない。
収録時間
当初15分程度を目指していたため、最初の数回は30分以下であった。次第に拡大され、通常回は1時間30分〜2時間弱になることが多い。
ゲストを招いての特別編は3時間を超えるケースもある。
更新頻度
週1回ペースで始まったが、2013年7月頃から配信頻度が高くなり、長らく月曜日と木曜日の週2回配信が定着していた。
2014年10月中旬より現在の毎週木曜日配信に改められた。

### 公式アプリ
- アプリ名はそのまま『バイリンガルニュース』。
- 2014年1月にiOS版（iPadにも対応）、2015年2月にAndroid版、2015年11月にMac版がリリースされた。
- ダウンロードは無料。アプリ内でエピソード別に用意された文字起こしテキストを購入するシステム[10]。通常回は100円、収録時間が長めの特別編のみ200円（初回から第3回までは無料）[注 4]。2015年8月から全ての回が月額240円で閲覧可能になるオプションが追加され、現在はこちらがメインとなっている。

## 略歴
- 2013年5月15日、『バイリンガルニュース』スタート[注 5]。
- 2013年7月4日、iTunes StoreのPodcast総合ランキングで1位を獲得。
- 2013年7月30日、ダウンロードが集中し、サーバがダウン。8月2日にサーバ移転完了[注 6]。
- 2013年8月13日、TBSラジオ『爆笑問題カーボーイ』にMichael & Mamiがゲスト出演。
- 2013年8月、赤字を補填するため、オリジナルTシャツ制作を企画する。リスナーからアイデアを募り、モチーフは「きつね寿司」に決定。Mamiの図案を元にMichaelがデザインし、9月から10月にかけて1000枚程度を自分達の手で販売した[11]。
- 2013年12月10日、『爆笑問題カーボーイ』に再出演。この日はスペシャルウィークであり、「流行語とバイリンガルニュースで振り返る2013年スペシャル」と題して放送された[12]。
- 2014年1月、App Storeにて公式アプリの提供開始。
- 2014年4月4日、幻冬舎plusでMamiのコラム『バイリンガルニュースMamiの文字おしゃべり』の連載が始まる。
- 2014年5月15日、1周年を記念し、第2弾Tシャツの構想を発表。
- 2014年6月、Amazonで「ねこ星人[注 7]Tシャツ」の販売を始める。
- 2014年6月19日、100回目となるエピソードを配信。
- 2014年8月下旬から10月中旬にかけてMamiが離脱[7]。ピンチヒッターとしてMichaelの友人・知人達が代わる代わる登場して繋いだ。
- 2014年10月16日、Mamiが復帰。この日から週1回配信に変更。
- 2014年12月25日、4月から連載していたMamiのコラムに新たなコンテンツを加えたものが電子書籍化された。
- 2015年1月、オリジナルグッズ第3弾「宇宙トレーナー」発売[注 8]。
- 2015年2月、Google Play StoreにてAndroid版公式アプリの提供開始。
- 2015年6月、ポプラ社のウェブマガジン・WEB asta（アスタ）で『バイリンガルニュースMamiのお悩みシェア』スタート。
- 2015年7月、オリジナルグッズ第4弾「ファービンクス[注 9]Tシャツ」発売。
- 2015年10月27日、Michael & Mamiが『爆笑問題カーボーイ』に3度目のゲスト出演を果たす。
- 2015年11月、文字起こしテキストアプリのMac版を発表。
- 2015年12月8日、ポプラ社よりMamiの初の単行本『MY JOURNAL 英語で日記を書こう』が発売される。
- 2016年1月、Michaelがデザインした「ねこ星人」のLINEスタンプをリリース。
- 2016年５月24日、Mamiが『伊集院光とらじおと』にゲスト出演。
- 2016年8月26日、Mamiの連載をまとめた電子書籍『バイリンガルニュースMamiのもっと文字おしゃべり』発売。
- 2016年12月、公式アプリに書き下ろしエッセイの掲載開始。
- 2017年10月、京都大学で番組音声および文字起こしが教材として使用されることを発表。
- 2018年９月、公式サイト「bilingualnews.jp」が完成。
- 2022年、BNメンバーシップを公開。

## エピソード
- 「ねこ星人Tシャツ」を着用した姿を競泳選手の古賀淳也がTwitterで公開している[13]。
- 爆笑問題の太田は2023年現在も『バイリンガルニュース』を愛聴しており、時偶お互いの番組を通して間接的な遣り取りをしている。また、爆笑問題の日曜サンデー放送時に「ねこ星人Tシャツ」及び「ファービンクスTシャツ」を[14][15]、自身の披露宴で「宇宙トレーナー」を身につけていた[16]。
- 黒木メイサのTwitterでMamiの単行本[17]、文字起こし[18]が紹介されている。

## 特別編
- ゲストはすべて多言語話者。ニュース紹介はせず、全編フリートークで構成されるため、「バイリンガル会話」としている。

| 配信日          | #       | ゲスト                                                                          | 備考                                                                                              |
| --------------- | ------- | ------------------------------------------------------------------------------- | ------------------------------------------------------------------------------------------------- |
| 2013年 8月21日  | 18      | Ry（ライ）                                                                      |                                                                                                   |
| 10月3日         | 29      | Matt Cab（マット・キャブ）                                                      | シンガーソングライター                                                                            |
| 11月1日         | 37      | ダンドイ舞莉花（ダンドイ まりか）                                               | タレント / 女優                                                                                   |
| 12月19日        | 51      | Miesha（ミーシャ）                                                              |                                                                                                   |
| 12月23日        | 52      | Colin（コリン）                                                                 |                                                                                                   |
| 2014年 1月2日   | 54      | Crystal Kay（クリスタル・ケイ）                                                 | 歌手                                                                                              |
| 2月3日          | 62      | Nicholas Pettas（ニコラス・ペタス）                                             | 空手家 / キックボクサー / 俳優                                                                    |
| 2月24日         | 68      | 吉田研作（よしだ けんさく）                                                     | 上智大学教授 / 上智大学言語教育研究センター長                                                     |
| 3月24日         | 76      | Koji                                                                            |                                                                                                   |
| 5月5日          | 88      | Emi                                                                             |                                                                                                   |
| 7月10日         | 105     | 山村憲之介（やまむら けんのすけ）                                               | 俳優                                                                                              |
| 8月18日         | 116     | Ryo Shiba（しば りょう）                                                        | 弁護士 / 作家                                                                                     |
| 8月21日         | 117     | Aya                                                                             |                                                                                                   |
| 12月25日        | 142     | Mina                                                                            |                                                                                                   |
| 2015年 2月26日  | 150     | Matt Cab                                                                        | （※2回目の出演）                                                                                  |
| 3月19日         | 153     | Hirano                                                                          | 農場経営者                                                                                        |
| 5月28日         | 163     | 宮川達彦（みやがわ たつひこ）                                                   | エンジニア / ポッドキャスト『Rebuild.fm』運営                                                     |
| 7月9日          | 169     | Anna                                                                            |                                                                                                   |
| 8月27日         | 176     | 高橋有希（たかはし ゆうき）                                                     | エンジニア冒険家                                                                                  |
| 10月29日        | 185     | ゲストを招かずにMichaelとMamiがハワイでおしゃべり                               | ゲストを招かずにMichaelとMamiがハワイでおしゃべり                                                 |
| 12月24日        | 193     | Sara                                                                            |                                                                                                   |
| 2016年 2月11日  | 199     | 高井研（たかい けん）                                                           | 海洋研究開発機構 深海・地殻内生物圏研究分野分野長                                                 |
| 3月31日         | 206     | 中山浩幸（なかやま ひろゆき）                                                   | 高エネルギー加速器研究機構 素粒子原子核研究所 助教                                                |
| 4月14日         | 208     | Edyta（エディータ）                                                             | 上智大学理工学部 機能創造理工学科 助教                                                            |
| 6月2日          | 215     | 今泉健一郎（いまいずみ けんいちろう）                                           | Kojima Productions プロデューサー                                                                 |
| 6月16日         | 217     | 恐竜くん                                                                        | 古生物学者 / サイエンスコミュニケーター                                                           |
| 7月21日         | 222     | 二木あい（ふたき あい）                                                         | 水中表現家                                                                                        |
| 8月11日         | 225     | カンナ                                                                          | バレリーナ                                                                                        |
| 9月15日         | 230     | 小松英一郎（こまつ えいいちろう）                                               | マックスプランク宇宙物理学研究所 所長                                                             |
| 11月24日        | 240     | 袴田武史（はかまだ たけし）                                                     | ispace代表取締役 / HAKUTO代表                                                                     |
| 12月29日        | 245     | 川端裕人（かわばた ひろと）                                                     | 小説家                                                                                            |
| 2017年 1月26日  | 249     | 宮川達彦                                                                        | （※2回目の出演）                                                                                  |
| 2月23日         | 253     | 高橋政代（たかはし まさよ）                                                     | 理化学研究所 多細胞システム形成研究センター 網膜再生医療研究開発プロジェクト プロジェクトリーダー |
| 3月30日         | 258     | Slavek（スワベック）                                                            |                                                                                                   |
| 4月13日         | 260     | REINA（レイナ）                                                                 | タレント / 元お笑い芸人                                                                           |
| 5月11日         | 264     | 石山晋平（いしやま しんぺい）                                                   | フンボルト大学ベルリン脳神経学者                                                                  |
| 6月1日          | 267     | Kai                                                                             |                                                                                                   |
| 7月13日         | 273     | 清水厚志（しみず あつし）                                                       | 岩手医科大学いわて東北メディカル・メガバンク機構生体情報解析部門教授                              |
| 8月24日         | 279     | Asli（アスル）                                                                  | 文化人類学者                                                                                      |
| 10月26日        | 288     | 松田白朗（hak）                                                                 | エンジニア / ポッドキャスト『Rebuild.fm』出演者                                                   |
| 11月30日        | 293     | Vitor                                                                           |                                                                                                   |
| 2018年 2月1日   | 301     | 櫻井一樹（さくらい かずき）                                                     | 理論物理学者 / ワルシャワ大学助教                                                                 |
| 5月3日          | 314     | 田口優介（たぐち ゆうすけ）                                                     | ASTROSCALE Sales & Marketing, Biz Development                                                     |
| 7月12日 7月19日 | 323 324 | 高橋有希                                                                        | （※2回目の出演）                                                                                  |
| 7月26日 8月2日  | 325 326 | 望月智弘（もちづき ともひろ）                                                   | 東京工業大学地球生命研究所 研究員                                                                 |
| 8月9日 8月16日  | 327 328 | Hirano                                                                          | （※2回目の出演）                                                                                  |
| 8月30日         | 329     | 「Mamiんち」と題し、ゲストを招かずMichealとMamiがおしゃべり。Mamiが出産を報告。 | 「Mamiんち」と題し、ゲストを招かずMichealとMamiがおしゃべり。Mamiが出産を報告。                   |
| 12月20日        | 344     | Aya                                                                             | （※2回目の出演）                                                                                  |
| 2019年 3月7日   | 353     | 二木あい（ふたき あい）                                                         | （※2回目の出演）                                                                                  |
| 5月23日         | 363     | 佐伯真二郎（さえき しんじろう）                                                 | 食用昆虫科学研究会 会長                                                                           |
| 6月6日 6月13日  | 365 366 | 藤島皓介（ふじしま こうすけ）                                                   | 東京工業大学地球生命研究所 研究員                                                                 |
| 7月25日         | 372     | 岩本裕之（いわもと ひろゆき）                                                   | JAXA 新事業促進部長                                                                               |
| 8月22日         | 376     | Ryo Shiba （しば りょう）                                                       | （※2回目の出演）                                                                                  |
| 9月19日         | 380     | 羽生雄殻（はにゅう ゆうき）                                                     | インテグリカルチャー CEO                                                                          |
| 10月17日        | 384     | Nirmal                                                                          | ヨガマスター                                                                                      |
| 12月12日        | 392     | 田口優介（たぐち ゆうすけ）                                                     | GITAI Japan （※2回目の出演）                                                                      |
| 12月26日        | 394     | ゲストが来れなくなり、急遽MichaelとMamiがおしゃべり。                           |                                                                                                   |
| 2020年 2月6日   | 398     | 櫻井一樹（さくらい かずき）                                                     | ワルシャワ大学准教授 理論物理学者                                                                 |
| 3月12日         | 403     | 松田白朗（hak）                                                                 | （※2回目の出演）                                                                                  |
| 5月7日          | 411     | Nick                                                                            | サンミュージック所属芸人                                                                          |
| 6月18日         | 417     | 荒川和晴（あらかわ かずはる）                                                   | 慶應義塾大学環境情報学部 准教授                                                                   |
| 7月16日         | 421     | 大丸拓郎（だいまる たくろう）                                                   | NASAジェット推進研究所 サーマルエンジニア                                                         |
| 8月13日 8月20日 | 424 425 | 廣島直己（ひろしま なおき）                                                     | エンジニア                                                                                        |
| 8月27日         | 426     | MichaelとMamiの雑談回。                                                         |                                                                                                   |
| 10月8日         | 432     | 近藤司（こんどう つかさ）                                                       | 脚本家                                                                                            |
| 11月12日        | 437     | 高橋雄宇（たかはし ゆう）                                                       | NASAジェット推進研究所 ナビゲーションエンジニア                                                   |
| 12月17日        | 442     | 大石結花（おおいし ゆか）                                                       | テック系YouTuber                                                                                  |
| 12月24日        | 443     | MichaelとMamiの雑談回。                                                         |                                                                                                   |
| 2021年 1月21日  | 446     | 小林千晶（こばやし ちあき）                                                     | ハートフォードシャー大学 宇宙物理学研究センター准教授                                             |
| 3月4日          | 452     | 小川奈美（おがわ なみ）                                                         | 東京大学VR教育研究センター                                                                        |
| 4月1日          | 455     | 林眞理（はやし まこと）                                                         | 京都大学医学研究科 先端・国際医学講座                                                             |
| 5月27日         | 463     | Shane Gu                                                                        | Google Brain シニアリサーチサイエンティスト                                                       |
| 6月17日         | 466     | 平野耕志（ひらの こうし）                                                       | 農家                                                                                              |
| 7月15日         | 470     | 藤原麻里菜（ふじわら まりな）                                                   | むだづくり発明家                                                                                  |
| 8月12日         | 474     | 恐竜くん                                                                        | 古生物学者                                                                                        |
| 9月9日          | 478     | Kim Siang Khaw                                                                  | 上海交通大学李政道研究所 准教授                                                                   |
| 10月21日        | 483     | 大丸拓郎（だいまる たくろう）                                                   | NASAジェット推進研究所 サーマルエンジニア（※2回目の出演）                                         |
| 11月18日        | 488     | 久保結丸（くぼ ゆいまる）                                                       | 沖縄科学技術大学院大学 サイエンス・テクノロジー・アソシエイト                                     |
| 12月16日        | 492     | 大前 敬祥（おおまえ たかよし）                                                  | ITER機構 首席戦略官                                                                               |
| 2022年 2月6日   | 495     | 真珠・野沢オークレア                                                            | 総合格闘家                                                                                        |
| 2月24日         | 501     | 桑田良昭（くわた よしあき）                                                     | Space X 航空宇宙エンジニア                                                                        |
| 3月31日         | 505     | Eri                                                                             |                                                                                                   |
| 5月5日          | 510     | 宮川達彦（みやがわたつひこ）                                                    | （※3回目の出演）                                                                                  |
| 6月16日         | 516     | 小野雅裕（おの まさひろ）                                                       | NASAジェット推進研究所 エンジニア                                                                 |
| 8月4日          | 522     | MichaelとMamiの雑談回。                                                         |                                                                                                   |
| 8月25日         | 525     | MichaelとMamiの雑談回。                                                         |                                                                                                   |
| 11月10日        | 536     | Leo Tsukada                                                                     | ペンシルベニア州立大学 LIGO リサーチャー                                                          |
| 12月22日        | 542     | 大石結花（おおいし ゆか）                                                       | （※2回目の出演）                                                                                  |
| 12月29日        | 543     | 年末雑談と題し、5年ぶりにMichaelの自宅で収録。                                  | 年末雑談と題し、5年ぶりにMichaelの自宅で収録。                                                    |
| 2023年1月26日   | 546     | Matt Cab（マット・キャブ）                                                      | （※3回目の出演）                                                                                  |
| 2月16日         | 549     | 櫃割仁平（ひつわり じんぺい）                                                   | 京都大学大学院教育学研究科                                                                        |
| 4月6日          | 555     | MichaelとMamiの雑談回。                                                         |                                                                                                   |
| 5月18日         | 561     | Miyu                                                                            | プロダンサー 月周回プロジェクト「dearMoon」クルー                                                 |
| 6月8日          | 564     | Mayumi                                                                          | グラフィックデザイナー                                                                            |
| 8月3日          | 572     | 林淳哉（はやし じゅんや）                                                       | GROOVE X エンジニア                                                                               |
| 8月31日         | 576     | 服部円（はっとり まどか）                                                       | 京都大学野生動物研究センター                                                                      |
| 10月26日        | 583     | 高井研（たかい けん）                                                           | 海洋研究開発機構 超先鋭研究開発部門 部門長（※2回目の出演）                                        |
| 11月9日         | 584     | MichaelとMamiの雑談回。                                                         |                                                                                                   |
| 12月28日        | 591     | MichaelとMamiの雑談回。                                                         |                                                                                                   |
| 2024年1月4日    | 592     | MichaelとMamiの雑談回。                                                         |                                                                                                   |
| 1月25日         | 595     | 大丸拓郎（だいまる たくろう）                                                   | NASAジェット推進研究所 サーマルエンジニア（※3回目の出演）                                         |
| 3月14日         | 602     | 鶴見周摩（つるみ しゅうま）                                                     | 北海道大学 大学院文学研究院 助教                                                                  |
| 4月4日          | 604     | MichaelとMamiの雑談回。                                                         |                                                                                                   |
| 4月11日         | 605     | 山下祐輔（やました ゆうすけ）                                                   | 北海道農業共済組合 獣医師                                                                         |
| 6月6日          | 614     | 酒井直樹（さかい なおき）                                                       | 防災科学技術研究所 水・土砂防災部門                                                               |
| 7月25日         | 620     | Ananya                                                                          | インフルエンサー                                                                                  |
| 8月22日         | 624     | 上田航平（うえだ こうへい）                                                     | お笑い芸人 元ゾフィー                                                                             |
| 8月29日         | 625     | 小野雅裕（おの まさひろ）                                                       | NASAジェット推進研究所 エンジニア                                                                 |

- 2014年8月28日から10月13日の代替出演者。バイリンガル会話形式でニュースを紹介した回（特別編 ニュース）とフリートーク中心の回に分かれる。

| 配信日  | #   | 出演者  | 内容             |
| ------- | --- | ------- | ---------------- |
| 8月28日 | 118 | Emi     | 特別編 ニュース  |
| 9月1日  | 119 | Emi, Ry | バイリンガル会話 |
| 9月4日  | 120 | Miyuko  | バイリンガル会話 |
| 9月8日  | 121 | Emi     | 特別編 ニュース  |
| 9月11日 | 122 | Miyuko  | 特別編 ニュース  |
| 9月15日 | 123 | Emi     | 特別編 ニュース  |
| 9月18日 | 124 | Marisa  | 特別編 ニュース  |

| 配信日   | #   | 出演者     | 内容             |
| -------- | --- | ---------- | ---------------- |
| 9月22日  | 125 | Marisa, Ry | 特別編 ニュース  |
| 9月25日  | 126 | Marisa     | 特別編 ニュース  |
| 9月29日  | 127 | Miyuko     | 特別編 ニュース  |
| 10月2日  | 128 | Emi        | 特別編 ニュース  |
| 10月6日  | 129 | Miyuko     | バイリンガル会話 |
| 10月9日  | 130 | Emi        | 特別編 ニュース  |
| 10月13日 | 131 | Aya        | 特別編 ニュース  |

## 関連グッズ
- きつね寿司Tシャツ（2013年発売、現在入手不可能）
- ねこ星人Tシャツ（2014年発売、現在入手不可能）
- 宇宙トレーナー（2015年発売）
- ファービンクスTシャツ（2015年発売）
- ねこ星人LINEスタンプ（2016年発売）
- BNエコバッグ（2018年発売）
- UNIVERSEマグ（2019年発売、現在入手不可能）
- BNマグ（2019年発売）
- 重ね合わせパーカー（2019年発売）
- クマムシ長袖シャツ（2019年発売、現在入手不可能）
- 土偶Tシャツ（2019年発売）
- アブダクションTシャツ（2020年発売）
- ムーンブレーカー（2020年発売）
- BNステンレスボトル（2020年発売）
- 地球帽子（2020年発売）
- ねこ星人帽子（2020年発売、現在入手不可）

## メディア

### ラジオ
- 火曜JUNK 爆笑問題カーボーイ（2013年8月13日・12月10日・2015年10月27日、TBSラジオ） - Michael & Mamiゲスト出演
- 伊集院光とらじおと （2016年5月24日、TBSラジオ）- Mamiゲスト出演
- Rebuild（2016年12月16日）- Michael & Mamiゲスト出演
- Rebuild（2020年5月5日）- Mamiゲスト出演
- The Dave Fromm Show（2020年5月29日）- Mamiゲスト出演
- music is music（2021年2月21日）- Mamiゲスト出演

### テレビ
- AbemaTV AbemaPrime（2017年6月21日）- Mamiゲスト出演

### 書籍
- MY JOURNAL 英語で日記を書こう（2015年12月8日、ポプラ社） - Mami著
- 次世代シークエンサーDRY解析教本（2019年12月12日、学研メディカル秀潤社）-Mami寄稿

### 雑誌・フリーペーパー
- Tokyo Weekender 2013年8月号 - Michael & Mamiインタビュー
  - オンライン版（2013年8月5日）
- ELLE Japon 2014年2月号（2013年12月26日、ハースト婦人画報社）
- TV Bros. 2014年1月4日号（2014年1月4日、東京ニュース通信社）
- ROLa 2014年3月号（2014年2月1日、新潮社）
- Quick Japan vol.118（2015年2月13日、太田出版）
- CREA 2015年6月号（2015年5月7日、文藝春秋）
- Windows100% 2015年8月号（2015年7月13日、晋遊舎）
- 英会話タイムトライアル 2016年6月号・7月号 (2016年5月14日・6月14日、NHK出版）
- & Premium 2016年9月号（2016年7月20日、マガジンハウス）
- 日経トレンディ 2020年4月号（2020年3月4日、日経BP）
- CNN English Express 2020年5月号（2020年4月6日、朝日出版社）
- Very 2020年11月号（2020年10月6日、光文社）
- Very 2021年4月号（2021年3月6日、光文社）

### Webメディア
- マトグロッソ（2013年10月24日、イースト・プレス） - Mamiロングインタビュー
- 幻冬舎plus
  - #1（2013年12月27日） - 山内マリコとMamiの対談
  - #2（2017年2月22日） - 川端裕人とMamiの対談
- アルク #1・#2（2014年1月27日・29日）#3・#4（2015年1月5日・9日）- Mamiインタビュー
- ilove.cat（2014年9月11日） - Mamiインタビュー
- ELLE ONLINE #1・#2・#3・#4（2015年1月13日・1月20日・4月17日・4月24日、ハースト婦人画報社） - Mamiの英会話講座
- Nosh #1・#2（2015年6月24日・25日、TBSテレビメディアビジネス局） - Mamiインタビュー
- WEDGE Infinity（2016年1月2日、ウェッジ） - Mamiインタビュー
- WOTOPI（2016年2月23日）- Mamiインタビュー
- About All About  (2017年8月16日、オールアバウト) -産婦人科医竹内正人へのMamiによる取材・文
- Buzzfeed（2017年8月17日）-Mamiインタビュー
- SENSORS（2019年3月27日）- Mamiインタビュー
- 朝日新聞GLOBE+ #1・#2（2019年4月1日・4月2日）- Mamiインタビュー

#### 連載
- バイリンガルニュースMamiの文字おしゃべり（2014年4月4日 - 、幻冬舎plus） - コラム
  - 毎月2回更新。
- バイリンガルニュースMamiのお悩みシェア（2015年6月24日 - 11月4日、WEB asta）
- Mamiの気になりニュース（2016年1月21日 - 、日本版 COSMOPOLITAN・ハースト婦人画報社）

#### 電子書籍
- バイリンガルニュースMamiの文字おしゃべり（2014年12月25日、幻冬舎）
- バイリンガルニュースMamiのもっと文字おしゃべり（2016年8月26日、幻冬舎）
- 『アズミ・ハルコは行方不明』映画公開記念 無敵女子対談「女の子、Yeah～～☆☆!!!!」（2016年11月25日、幻冬舎） - 2013年12月27日に幻冬舎plusに掲載された対談記事をまとめたもの

#### その他
Mamiが担当した記事など
- Tokyo Weekender（2016年1月3日） - 紗栄子のインタビュー
- COSMOPOLITAN
  - #1（2016年5月18日） - チェルシー・ハンドラーのインタビュー
  - #2（2016年7月17日） - ルビー・ローズとウゾ・アドゥーバのインタビュー